# Lalu Koncewicz, broda i miłość
Lalu Koncewicz, broda i miłość – zbiór opowiadań autorstwa Edmunda Niziurskiego zawierający 8 utworów.

## Utwory
- Lalu Koncewicz, broda i miłość
- Wielka heca
- Czy będziesz moim tatą?
- Fałszywy trop
- Ta zdradziecka Julita Wynos
- Spisek słabych
- Trzynasty występek
- Równy chłopak i Rezus